# Diamentowa Liga 2014
Samsung Diamentowa Liga 2014 – piąta edycja prestiżowych zawodów Diamentowej Ligi na świecie. W 2014 roku pierwszy mityng tradycyjnie odbył się w stolicy Kataru Doha na stadionie Qatar SC Stadium.

## Kalendarz
| Data        | Mityng                          | Miasto     | Stadion                        | Wyniki    |
| ----------- | ------------------------------- | ---------- | ------------------------------ | --------- |
| 9 maja      | Qatar Athletic Super Grand Prix | Doha       | Qatar SC Stadium               | Rezultaty |
| 17 maja     | Shanghai Golden Grand Prix      | Szanghaj   | Shanghai Stadium               | Rezultaty |
| 31 maja     | Prefontaine Classic             | Eugene     | Hayward Field                  | Rezultaty |
| 5 czerwca   | Golden Gala                     | Rzym       | Stadio Olimpico                | Rezultaty |
| 11 czerwca  | Bislett Games                   | Oslo       | Bislett Stadion                | Rezultaty |
| 14 czerwca  | Adidas Grand Prix               | Nowy Jork  | Icahn Stadium                  | Rezultaty |
| 3 lipca     | Athletissima                    | Lozanna    | Stade Olympique de la Pontaise | Rezultaty |
| 5 lipca     | Meeting Areva                   | Paryż      | Stade de France                | Rezultaty |
| 11–12 lipca | Glasgow Grand Prix              | Glasgow    | Hampden Park                   | Rezultaty |
| 18 lipca    | Herculis                        | Monako     | Stade Louis II                 | Rezultaty |
| 21 sierpnia | DN Galan                        | Sztokholm  | Stadion Olimpijski             | Rezultaty |
| 24 sierpnia | Aviva British Grand Prix        | Birmingham | Alexander Stadium              | Rezultaty |
| 28 sierpnia | Weltklasse Zürich               | Zurych     | Letzigrund Stadion             | Rezultaty |
| 5 września  | Memorial Van Damme              | Bruksela   | Stadion Króla Baudouina I      | Rezultaty |

## Zwycięzcy
| Konkurencja                        |                         | Punkty |
| Mężczyźni                          |                         |        |
| Bieg na 100 metrów                 | Justin Gatlin           | 16     |
| Bieg na 200 metrów                 | Alonso Edward           | 19     |
| Bieg na 400 metrów                 | LaShawn Merritt         | 26     |
| Bieg na 800 metrów                 | Nijel Amos              | 14     |
| Bieg na 1500 metrów                | Silas Kiplagat          | 16     |
| Bieg na 5000 metrów                | Caleb Mwangangi Ndiku   | 15     |
| Bieg na 3000 metrów z przeszkodami | Jairus Kipchoge         | 28     |
| Bieg na 110 metrów przez płotki    | Pascal Martinot-Lagarde | 27     |
| Bieg na 400 metrów przez płotki    | Michael Tinsley         | 21     |
| Skok wzwyż                         | Mutaz Essa Barshim      | 20     |
| Skok o tyczce                      | Renaud Lavillenie       | 28     |
| Skok w dal                         | Godfrey Khotso Mokoena  | 12     |
| Trójskok                           | Christian Taylor        | 20     |
| Pchnięcie kulą                     | Reese Hoffa             | 23     |
| Rzut dyskiem                       | Piotr Małachowski       | 22     |
| Rzut oszczepem                     | Thomas Röhler           | 15     |
| Kobiety                            |                         |        |
| Bieg na 100 metrów                 | Veronica Campbell-Brown | 10     |
| Bieg na 200 metrów                 | Allyson Felix           | 21     |
| Bieg na 400 metrów                 | Novlene Williams-Mills  | 20     |
| Bieg na 800 metrów                 | Eunice Sum              | 22     |
| Bieg na 1500 metrów                | Jennifer Simpson        | 17     |
| Bieg na 5000 metrów                | Mercy Cherono           | 22     |
| Bieg na 3000 metrów z przeszkodami | Hiwot Ayalew            | 19     |
| Bieg na 100 metrów przez płotki    | Dawn Harper-Nelson      | 21     |
| Bieg na 400 metrów przez płotki    | Kaliese Spencer         | 30     |
| Skok wzwyż                         | Marija Kuczina          | 18     |
| Skok o tyczce                      | Fabiana Murer           | 20     |
| Skok w dal                         | Tianna Bartoletta       | 16     |
| Trójskok                           | Caterine Ibargüen       | 28     |
| Pchnięcie kulą                     | Valerie Adams           | 32     |
| Rzut dyskiem                       | Sandra Perković         | 30     |
| Rzut oszczepem                     | Barbora Špotáková       | 22     |

## Polacy
W sezonie 2014 Diamentowej Ligi punktowało sześcioro polskich zawodników. Po raz drugi w konkurencji rzutu dyskiem wygrał Piotr Małachowski, który zdobył 22 punkty. Trzecie miejsce w skoku o tyczce zajął Robert Sobera (4 punkty). Adam Kszczot w biegu na 800 metrów był czwarty (4 punkty), Robert Urbanek w rzucie dyskiem piąty (1 punkt), Piotr Lisek w skoku o tyczce szósty (2 punkty), a Marcin Lewandowski w biegu na 800 m był ósmy (1 punkt).